# بیوتروریسم

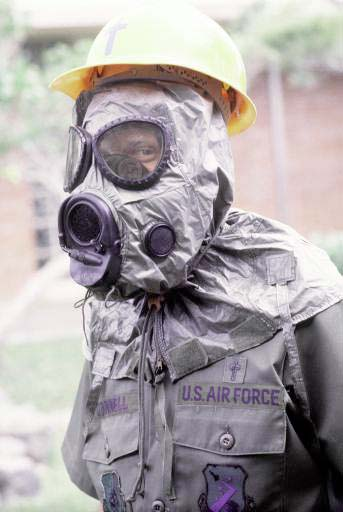
هوانورد ایالات متحده آمریکا ماسک و روپوش M-17 جنگ‌افزار هسته ای، بیولوژیک و شیمیایی پوشیده‌است

بیوتروریسم یا زیست‌تروریسم (به انگلیسی: Bioterrorism)، یک تروریسم شامل انتشار عمدی عوامل بیولوژیک است. این عوامل، باکتری‌ها، ویروس‌ها یا سموم‌اند که ممکن است به شکل طبیعی‌شان یا به فرم دستکاری شده توسط انسان باشند. این روش در جنگ‌ها استفاده می‌شود.

## تعریف
بر طبق گزارش‌های مراکز کنترل و پیشگیری از بیماریها، بیوتروریسم آزادی عمدی ویروس‌ها، باکتری‌ها، سموم یا سایر عوامل مضر برای ایجاد بیماری یا مرگ در افراد، حیوانات و گیاهان است.

## تاریخچه

### قرن ۲۰
زمانیکه جنگ جهانی اول شروع شد، تلاش برای استفاده از سیاه‌زخم در جمعیت حیوانی بود اما این به‌طور کلی ثابت شد که بی‌اثر است. مدت کوتاهی بعد از آغاز جنگ جهانی اول، آلمان یک کمپین خرابکاری بیولوژیکی در ایالات متحده، روسیه، رومانی و فرانسه راه انداخت. در آن زمان، آنتون دیلگر در آلمان زندگی می‌کرد اما در سال ۱۹۱۵، به ایالات متحده فرستاده شد که حامل کشت‌هایی از مشمشه، یک بیماری بدخیم اسب و قاطر، بود. دیلگر یک آزمایشگاه در خانه‌اش در مریلند به راه انداخت. او با کار روزانه در لنگرگاه‌ها در بالتیمور، اسب‌ها را در حالیکه برای انتقال به انگلستان منتظر بودند، به مشمشه آلوده می‌کرد. دیلگر تحت سوءظن به عنوان یک عامل کشور آلمان قرار گرفت اما هرگز دستگیر نشد. سرانجام دیلگر به مادرید اسپانیا فرار کرد همانجایی‌که او طی همه‌گیری آنفلوآنزا در سال ۱۹۱۸ درگذشت. در سال ۱۹۱۶، روس‌ها یک عامل آلمان با نیت مشابه را دستگیر کردند. آلمان و متحدان آن، اسب‌های سواره فرانسه و بسیاری از قاطرها و اسب‌های روسیه در جبهه شرقی را آلوده کردند. این اقدامات از حرکت و فعالیت سربازان و توپخانه ممانعت کرد.

### قرن ۲۱

#### ۲۰۰۱- ایالات متحده- حملهسیاه زخم
در سپتامبر و اکتبر ۲۰۰۱، موارد متعددی از سیاه‌زخم ناشی از حملات عمدی، شیوع یافت. نامه‌های آغشته به عفونت سیاه‌زخم به کنگره ایالات متحده و اتاق‌های رسانه‌های خبری ارسال شد.

## انواع عوامل بیوتروریسم
مرکز کنترل و پیشگیری از بیماری‌ها (CDC) این عوامل را در سه گروه (B, A و C) دسته‌بندی کرده‌است.

### دسته A
این عوامل خطری برای امنیت ملی هستند و می‌توانند به راحتی منتقل و منتشر شوند و موجب مرگ و میر بالایی می‌شوند. ممکن است وحشت عمومی را برانگیزند و نیاز به اقدامات خاص برای آمادگی جهت حفظ بهداشت عمومی‌اند.
- تولارمی
- سیاه‌زخم
- آبله
- سم بوتولونیوم
- طاعون خیارکی
- تب‌های هموراژیک ویروسی
- کوید ۱۹ (کرونا)

### دسته B
عوامل این گروه نسبتاً آسان منتقل می‌شوند و میزان مرگ و میر پایینی دارند.
- بروسلوزیس (گونه‌های مختلف بروسلا)
- توکسین اپسیلون کلستریدیوم پرفرینجنس
- تهدیدهای ایمنی غذایی (برای مثال گونه‌های سالمونلا، اشرشیا کلی O157:H7، شیگلا، استافیلوکوکوس اورئوس)
- مشمشه (بورخولدریا مالئی)
- میلوئیدوز (بورخولدریا سودومالئی)
- پسیتاکوز (کلامیدیا پسیتاسی)
- تب کیو (کوکسیلا برناتی)
- توکسین Ricin از Ricinus communis
- توکسین Abrin از Abrus precatorius
- انتروتوکسین B استافیلوکوک
- تیفوس (ریکتزیا پرووازکی)
- آنسفالیت ویروسی (آلفاویروس‌ها برای مثال اِنسفالیت اسبی ونزوئلایی، انسفالیت اسبی شرقی، اِنسفالیت اسبی غربی)
- تهدیدکننده‌های عرضه آب (مثل ویبریو کلرا، کریپتوسپوریوم پارووم)

### دسته C
پاتوژن‌های در حال ظهوری هستند که برای انتشار جمعی مهندسی شده‌اند به دلیل دردسترس بودن آنها، آسانی تولید و انتشار، نرخ بالای مرگ و میر یا توانایی ایجاد اثرات شدید بر سلامت.